# Селищи (Рязанская область)
Селищи — село в Касимовском районе Рязанской области, входит в состав Ахматовского сельского поселения.

## География
Село расположено в 9 км на север от центра поселения деревни Ахматово и в 6 км на восток от райцентра города Касимов. 

## История

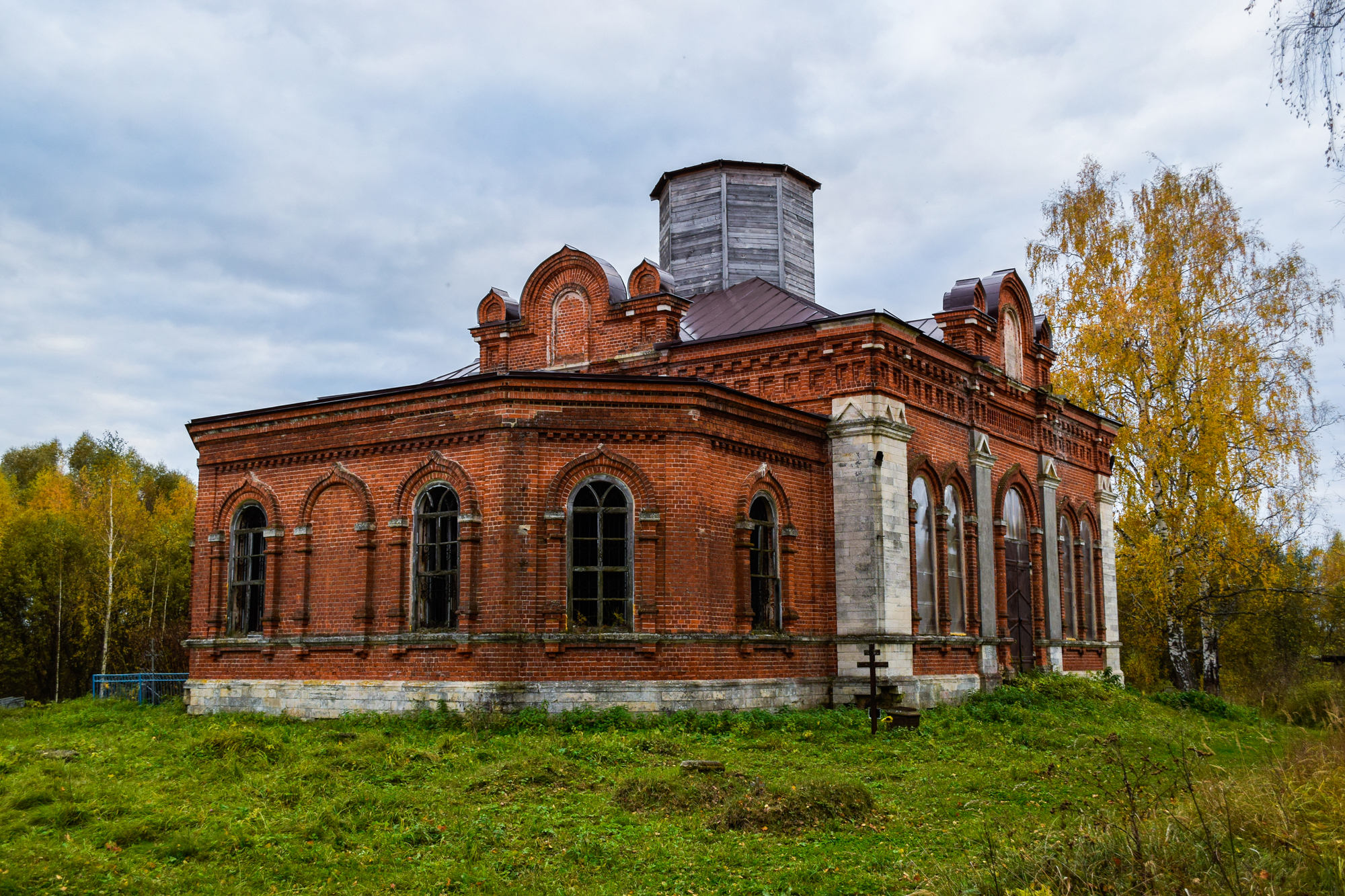
Церковь в с. Селищи 1913 года постройки

Первоначальное построение в Селищах деревянной Покровской церкви с теплым приделом в честь Живоначальной Троицы относится к 1772 году. В 1913 году стараниями отца Михаила в селе были построены церковно-приходская школа и кирпичный просторный храм в честь Троицы Живоначальной. 
В конце XIX — начале XX века село относилось к Подгородней волости Касимовского уезда Рязанской губернии. В 1859 году в селе числилось 58 дворов, в 1906 году — 78 дворов.

## Население
| 1859 | 1906 |
| ---- | ---- |
| 521  | 524  |

| 1859 | 1906 | 2010 |
| ---- | ---- | ---- |
| 521  | ↗524 | ↘74  |

## Достопримечательности
В селе находится действующая церковь Троицы Живоначальной.